# Sankt Petri skola
Die Sankt Petri skola ist eine städtische Sekundarschule am Fersens väg im Stadtteil Hästhagen im Zentrum von Malmö. Die Schule wurde zwischen 1904 und 1908 erbaut und ist eine der ältesten und größten weiterführenden Schulen Malmös. Die Schüler der Schule sind im Volksmund als Petriots bekannt. Im Jahr 2020 hatte die Schule Schüler in zwei verschiedenen Schulprogrammen.

## Geschichte
Die Schule wurde 1902 als Malmö allmänna lägre läroverk gegründet. Ab 1952 umfasste die Schule auch eine städtische Oberschule.
Als 1958 die Verstaatlichung der Sekundarstufe II begann, wurde die Schule in St. Petri Oberschule umbenannt. Im Jahr 1966 wurde die Schule kommunalisiert und ihr Name in Sankt Petri skola geändert. Zwischen 1956 und 1968 konnte die Reifeprüfung und zwischen 1912 und 1965 die Abiturprüfung abgelegt werden.
Das heutige Schulgebäude wurde 1908 eingeweiht. Der Architekt war John Smedberg und das Gebäude weist Merkmale eines deutschen Barockschlosses auf. Das Gebäude, in dem die Schule untergebracht ist, wies eine unzureichende Belüftung auf, was der Hauptgrund für eine umfassende Renovierung in den Jahren 2008–2009 war. Die Aktivitäten wurden währenddessen in die alte Pildamm-Schule verlagert. Nach der Renovierung wurde der Unterricht im alten Gebäude im Herbst 2009 wieder aufgenommen.
Die derzeitige Rektorin ist Eva Daun.

## Ehemalige Schüler
- Mikael Christian Wiehe (* 1946), Musiker, Sänger, Liedermacher, Übersetzer und Komponist
- Yngve Frans-Henrik Sjöström (1944–2023), Jazzmusiker und Hörfunkmoderator
- Carl Fabian Biörck (1893–1977), Turner und Leichtathlet
- Birte Christoffersen (* 1924), Wasserspringerin